# Werner Düttmann
Werner Düttmann (* 6. März 1921 in Berlin; † 26. Januar 1983 ebenda) war ein deutscher Architekt, Stadtplaner und Maler.

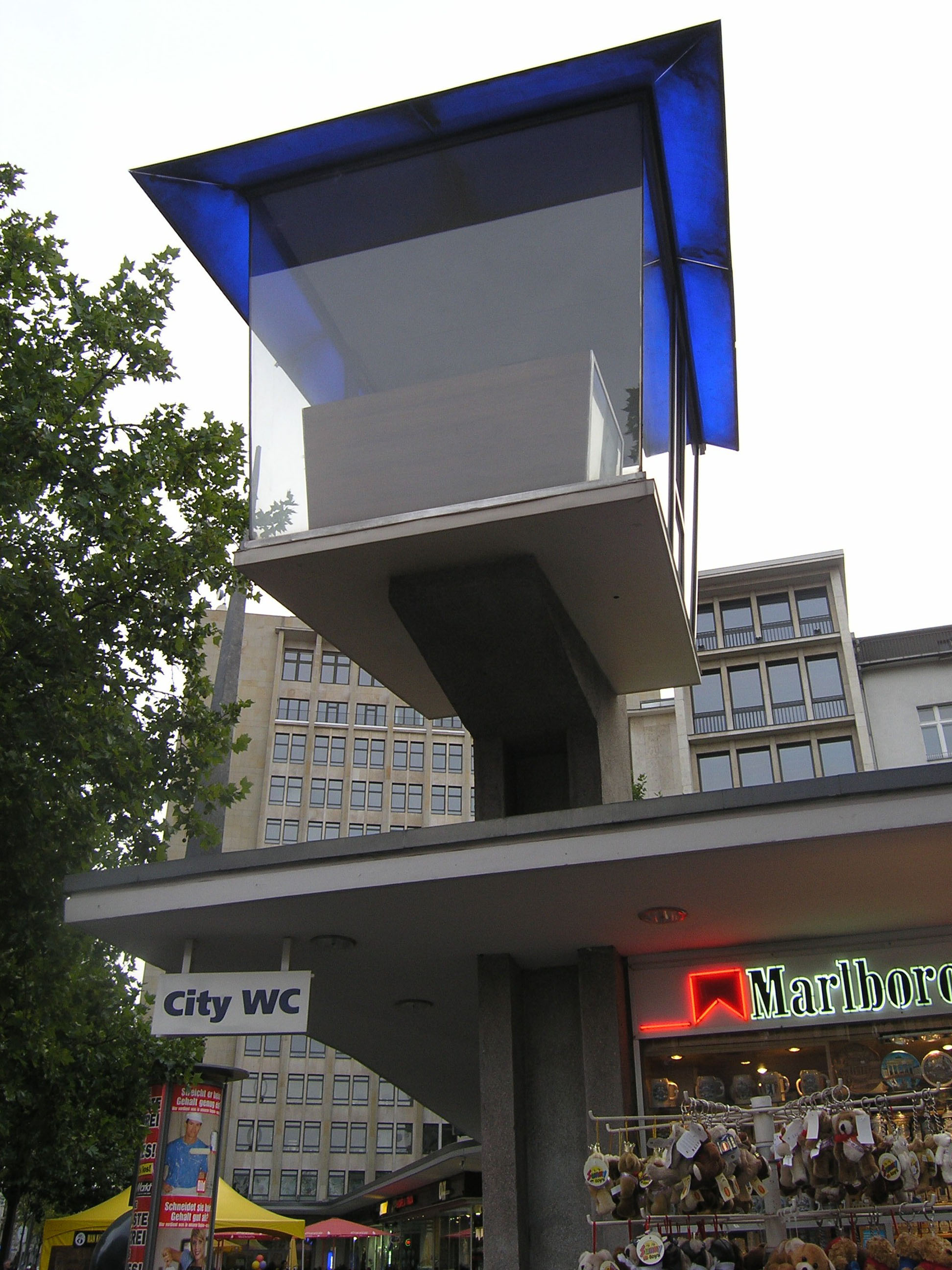
Verkehrskanzel Kurfürstendamm/Ecke Joachimstaler Straße (1956)

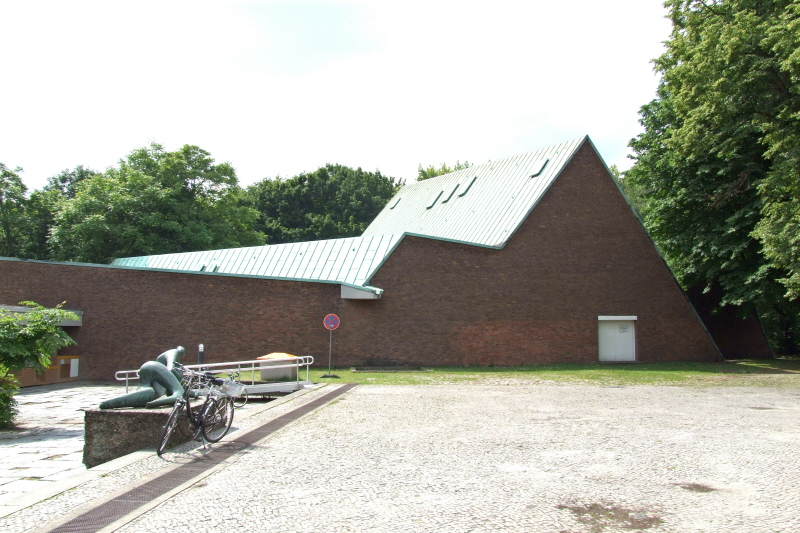
Studiogebäude der Akademie der Künste (1960)

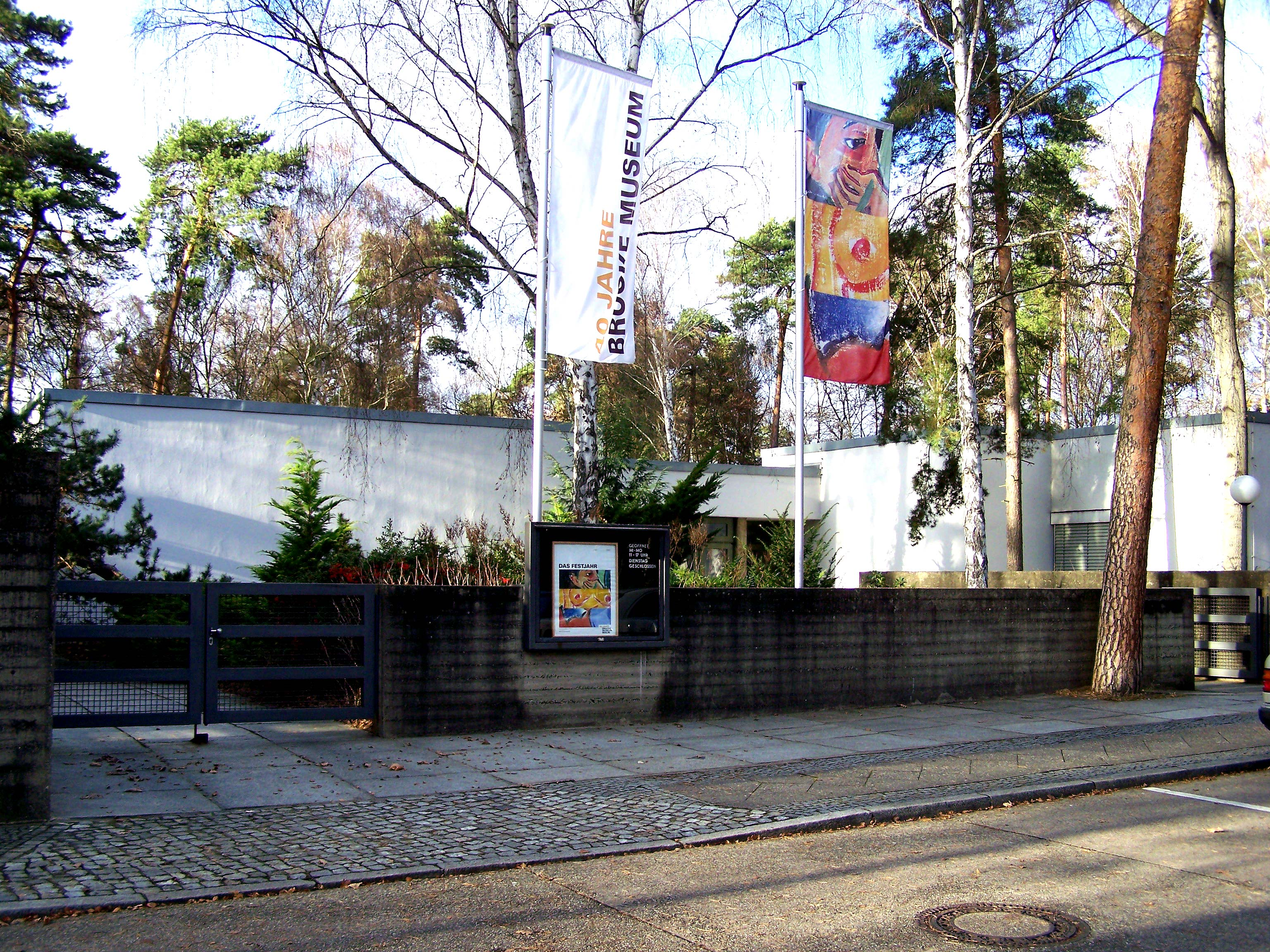
Brücke-Museum Berlin (1967)

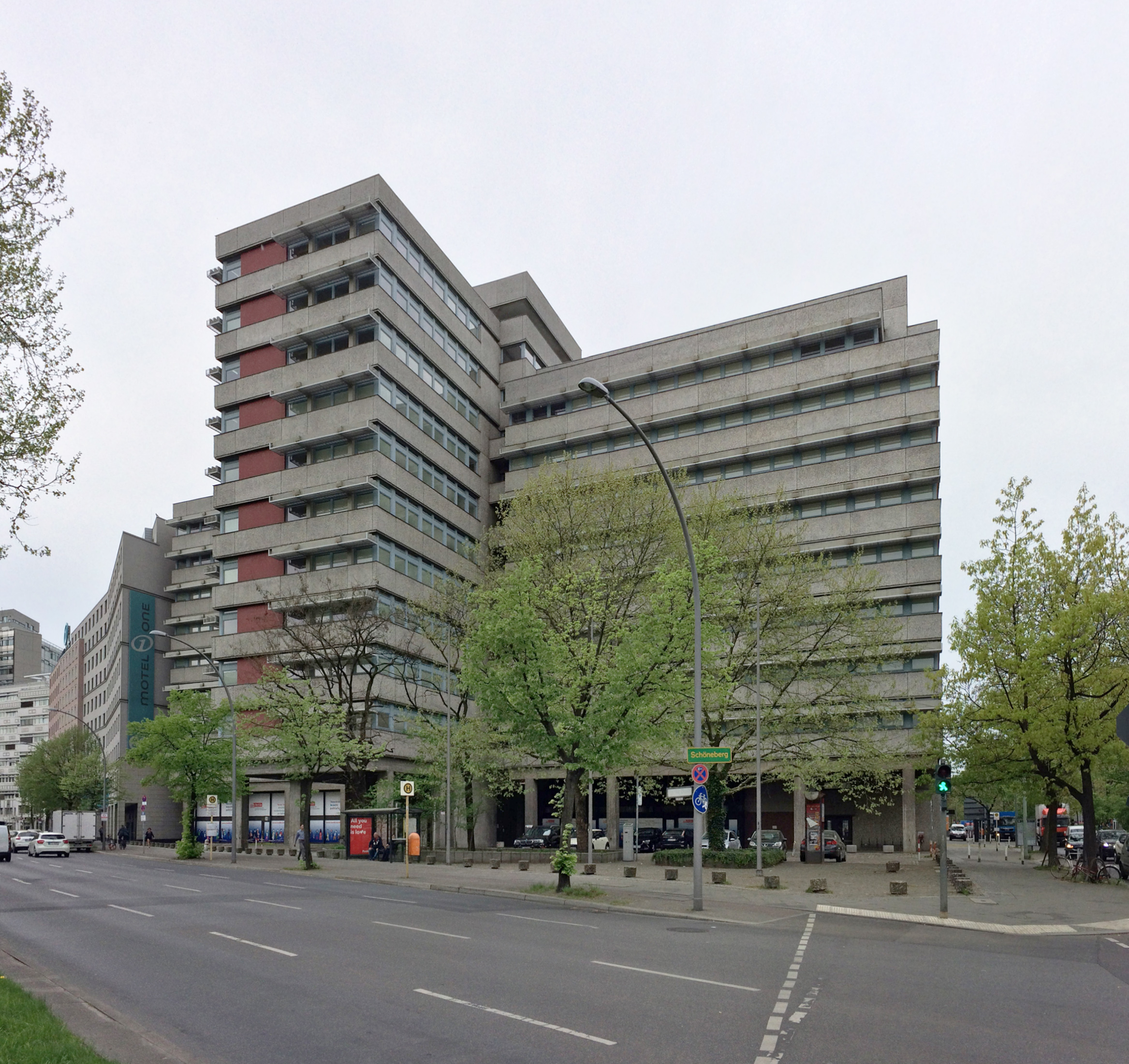
Bürohaus An der Urania (1967)

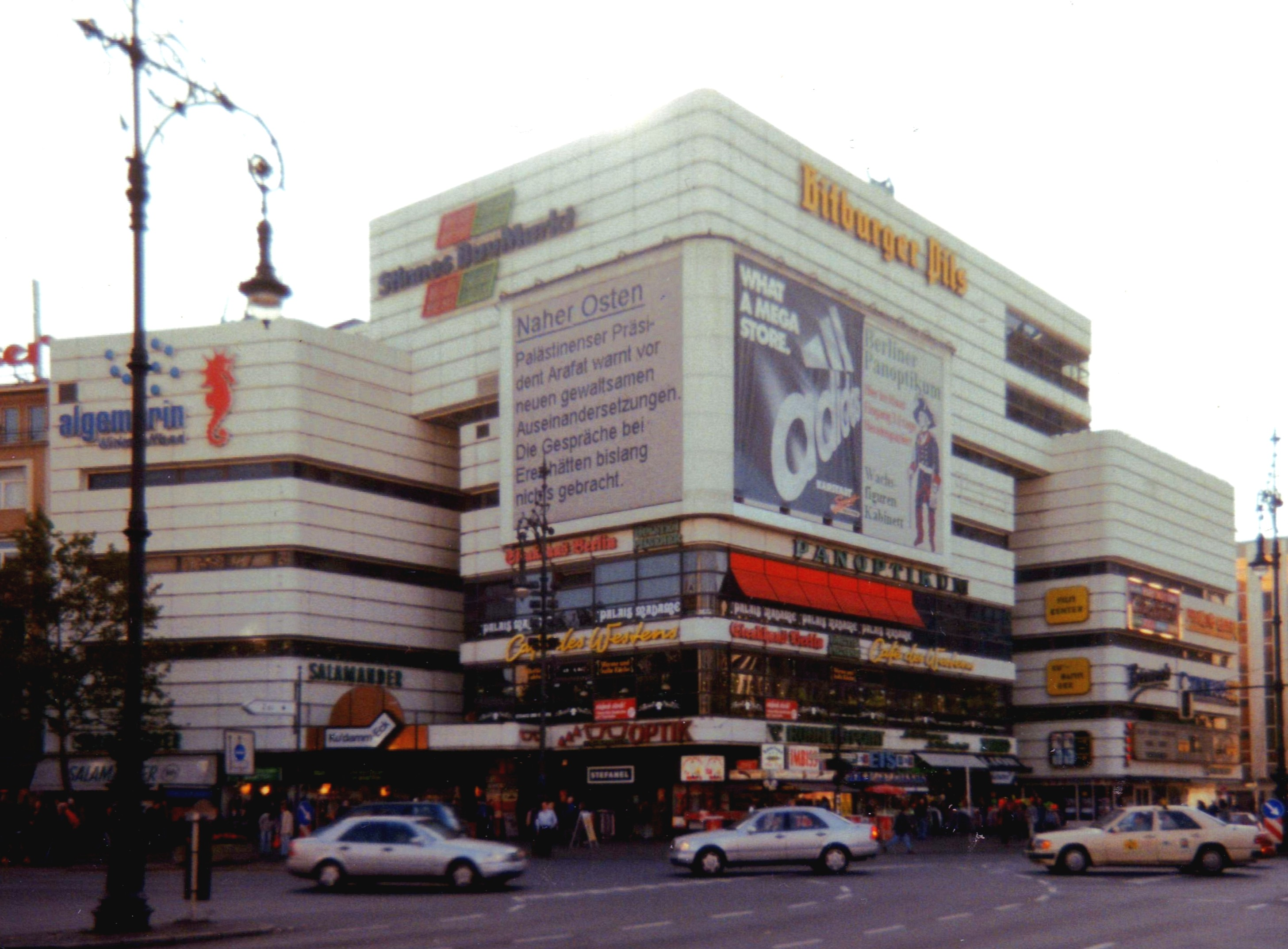
Altes Kudamm Eck, Kurfürstendamm und Joachimstaler Straße (1969–1998)

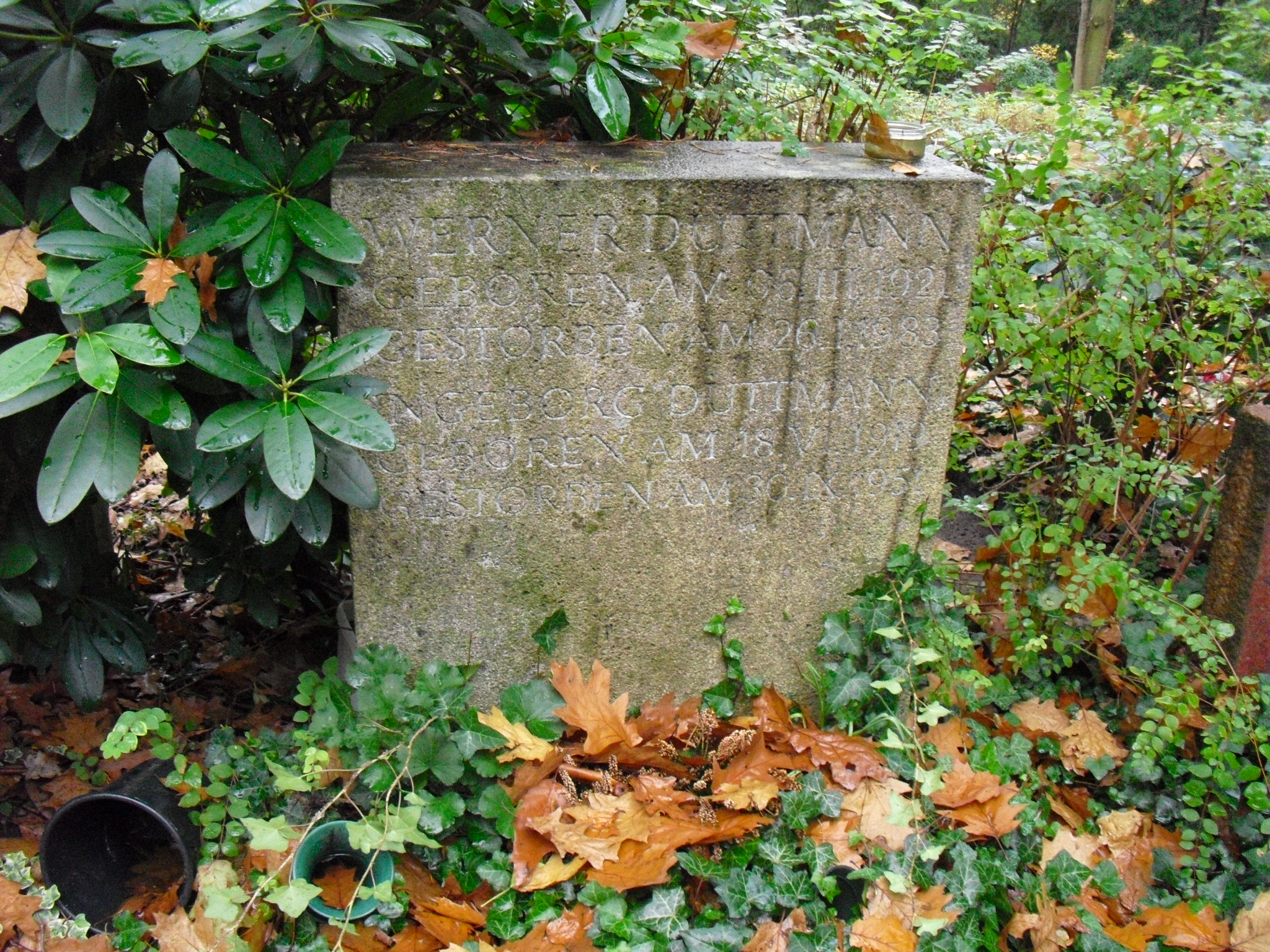
Werner Düttmanns Grabstein auf dem Friedhof Heerstraße Nr (2017)

## Leben und Wirken
Düttmann wurde als Sohn des Bildhauers Hermann Düttmann und seiner Ehefrau Frieda Düttmann, geb. Schieritz, in Berlin-Friedrichshain geboren. Er wuchs zusammen mit seiner Schwester Ursula, genannt Katinka, an mehreren Orten in Berlin auf. Hierzu gehörten die Weiße Stadt in Reinickendorf, Kreuzberg und das Elternhaus in Berlin-Blankenfelde.
1939 begann er ein Studium an der Technischen Hochschule in Berlin-Charlottenburg, das ab 1942 durch den Wehrdienst unterbrochen wurde. Seit 1944 war Düttmann zunächst in amerikanischer, dann in britischer Kriegsgefangenschaft. Hier brachte er sich die englische Sprache bei, was ihm zunächst bei der Fortsetzung seines Studiums half und bei der späteren Arbeit gute Kontakte sicherte. 1946 kehrte er nach Berlin zurück, wo er ab 1947 sein Studium fortsetzte. Hans Scharoun war sein Lehrer. 1948 legte er seine Diplom-Prüfung ab; danach gestaltete er Ausstellungen und arbeitete als Architekt im Planungsamt Berlin-Kreuzberg.
1950 erhielt Düttmann ein Auslandsstipendium, das er zu einem weiteren Studium am Institute for Town & Country Planning Kings College der Durham University in England nutzte. Seit 1951 arbeitete er als Architekt im Entwurfsamt der Berliner Bauverwaltung. 1953 wurde er zum Regierungsbaurat berufen, arbeitete aber auch schon als freier Architekt. Im Zeitraum 1956–1960 war er freier Architekt in Berlin. 1960 wurde Düttmann zum Senatsbaudirektor von West-Berlin berufen und hatte damit eine Schlüsselstellung der Stadtplanung inne. 1964 erhielt er eine Honorarprofessur, von 1966 bis 1970 wirkte Düttmann als ordentlicher Professor an der Technischen Universität. Seit 1970 war er wieder als freier Architekt in Berlin tätig.
Seit 1956 war er Mitglied des Deutschen Werkbundes. 1961 wurde er Mitglied der Deutschen Akademie für Wohnungsbau, Städtebau und Landesplanung und dem Deutschen Verband für Wohnungsbau, Städtebau und Landesplanung. Seit diesem Jahr gehörte er auch der Akademie der Künste in West-Berlin an. Von 1967 war er dort der Direktor für Baukunst. 1971 wurde er ihr Präsident. Diese Funktion nahm er bis zu seinem Tod 1983 wahr. Er war 1966 bis 1968 Mitglied des documenta-Rates zur 4. documenta im Jahr 1968 in Kassel. In den späten 1960er und 1970er Jahren war Düttmann als Stadtplaner maßgeblich an der Durchführung von Flächensanierungsmaßnahmen in Berlin-Kreuzberg beteiligt, insbesondere im Bereich um das Kottbusser Tor.
Werner Düttmann ist zu den wichtigsten Vertretern der Nachkriegsmoderne zu rechnen. Eine Reihe öffentlicher Bauten repräsentiert den Stil der 1950er und 1960er Jahre bis heute. Die Bauausführung der 1957 nach den Plänen von Hugh Asher Stubbins fertiggestellten Kongresshalle Berlin lag in den Händen von Werner Düttmann und Franz Mocken. Düttmanns Planungen beschränkten sich nicht nur auf das Bauwerk: Er entwarf auch Details der Inneneinrichtung, wie etwa eine weite, luftige Treppenanlage im Studiogebäude der Akademie der Künste und selbst die Bar im Foyer.
Werner Düttmann starb 1983 im Alter von 61 Jahren an einem Schlaganfall in Berlin. Sein Grab befindet sich auf dem landeseigenen Friedhof Heerstraße in Berlin-Westend (Grablage: II-W12-A-20).

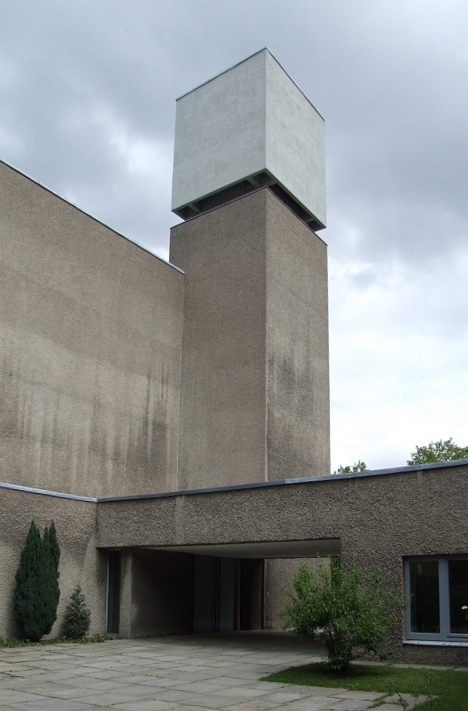
Kirche und Gemeindezentrum St. Agnes in der Alexandrinenstraße in Berlin-Kreuzberg (1964)

## Bauten

### Öffentliche Bauten
- 1950: George-C.-Marshall-Haus mit ERP-Pavillon auf dem Berliner Messegelände am Funkturm (mit Bruno Grimmek). ⊙
- 1952–1953: Altersheim in Berlin-Gesundbrunnen (2022 abgerissen)
- 1954: Jugendzentrum in Berlin-Zehlendorf Wohnanlage Angerburger Allee 1967–1971

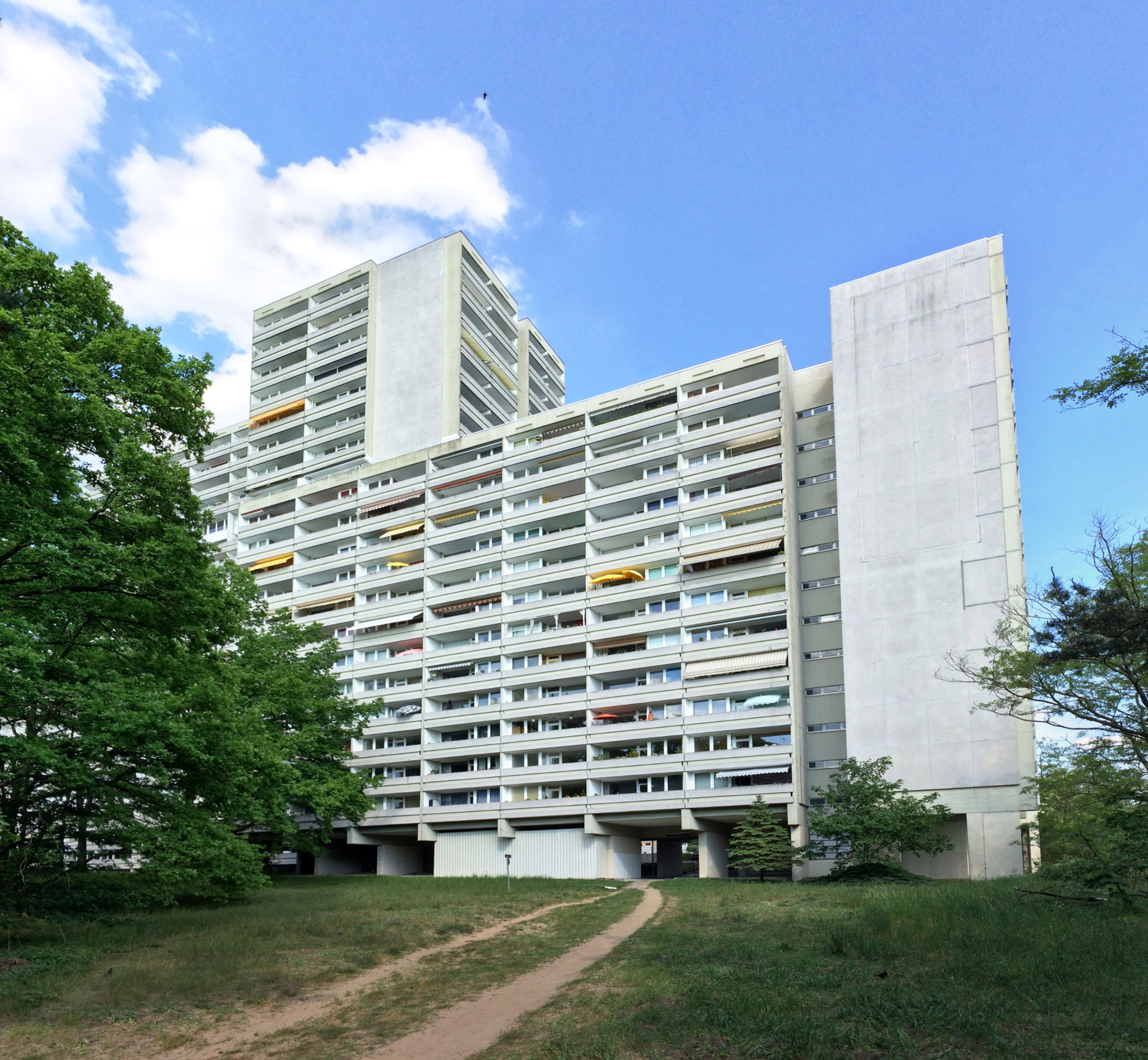
Wohnanlage Angerburger Allee 1967–1971

- 1956: Kiosk-Anlage und Verkehrskanzel am Kurfürstendamm (mit Werner Klenke und Bruno Grimmek)[5] ⊙
- 1957 Planungen für die Interbau im Hansaviertel: Hansabücherei und U-Bahnhof Hansaplatz (mit Siegfried Böhmer)[6] Als Erfahrung aus seiner amerikanischen Zeit realisierte Düttmann in der Bibliothek erstmals eine eigene Kinderabteilung und gestaltete die Atmosphäre als Teil des Alltagslebens.[2][7] ⊙ ⊙
- 1958–1960: Akademie der Künste im Hansaviertel. (mit S. Schumann, K. Berger, O. Herrenkind und C. Kock) Speziell das Studiogebäude des Ensembles trägt Düttmanns Handschrift.[8] ⊙
- 1963: U-Bahnhöfe im Zuge der Verlängerung der Berliner U-Bahn-Linie CI: U-Bahnhof Blaschkoallee, U-Bahnhof Parchimer Allee, U-Bahnhof Britz-Süd ⊙ ⊙ ⊙
- 1964–1967: Brücke-Museum Berlin in Berlin-Dahlem (mit H.-J. Lorenz, S. Böhmer und D. Berger)[2][9] ⊙
- 1964–1967: Katholisches Kirchen- und Gemeindezentrum St. Agnes in Berlin-Kreuzberg (mit Klaus Bergner und P. Münzing)[10] ⊙
- 1966: Mensa der TU Berlin in Berlin-Charlottenburg, Hardenbergstraße ⊙
- 1967: Bürohaus an der Urania in Berlin-Tiergarten (mit Karlheinz Fischer und Klaus Bergner, 2024 abgerissen)
- 1969–1972: Geschäftshaus Ku-Damm-Eck in Berlin-Charlottenburg, Ecke Kurfürstendamm/Joachimstaler Straße (mit Peter Stürzebecher, P. Werner, D. Winter und W. Wörner, 1998 abgerissen)
- 1971: Kaufhaus Wertheim am Kurfürstendamm (mit Hans Soll, Umbau 1991 durch Bassenge, Puhan-Schulz, Heinrich, Schreiber)  ⊙
- 1972–1973: Katholische Kirche St. Martin am Wilhelmsruher Damm im Märkischen Viertel[11] ⊙
- 1975–1982: Erweiterung der Kunsthalle in Bremen mit P. Münzing, J. Prill und G. Falke (2009 abgerissen)

### Wohnbauten
- 1957–1958: Wohnhaus 5Et. 20WE in Berlin-Gesundbrunnen, Stettiner Straße 46–47 (mit Franz Mocken)[12]
- 1962–1963: Wohnhaus Salzenbrodt in Berlin-Tegel, Wachstraße 4[13]
- 1964: Wohnhaus Dr. Walter Menne in Berlin-Kladow, Zingerleweg 29[14][15]
- 1965: Wohnhaus Dr. Dienst in Berlin-Grunewald, Bismarckallee
- 1966–1975: Mehringplatz in Berlin-Kreuzberg
- 1966–1967: Wohnhaus Vogel in Berlin-Wilhelmstadt[16]
- 1967–1971: Wohnanlage in Berlin-Westend, Angerburger Allee
- 1968–1970: Wassertorplatz in Berlin-Kreuzberg[17]
- 1968–1975: Hochhäuser am Mehringplatz in Berlin-Kreuzberg
- 1970–1974: Wohnpark Rodenkirchen in Köln-Rodenkirchen
- 1971–1973: Apartmenthaus am Stuttgarter Platz in Berlin-Charlottenburg[18]
- 1972–1974: Wohnanlage in Pulheim bei Köln
- 1973–1975: Wohnbebauung Hedemannstraße in Berlin-Kreuzberg[19]
- 1976: Wohnhaus Schiepe in Berlin-Dahlem, Griegstraße
- 1975: Wohnbebauung in Berlin-Dahlem, Lentzeallee
- 1974–1977: Borsig-Siedlung, Berlin-Heiligensee

### Industriebauten

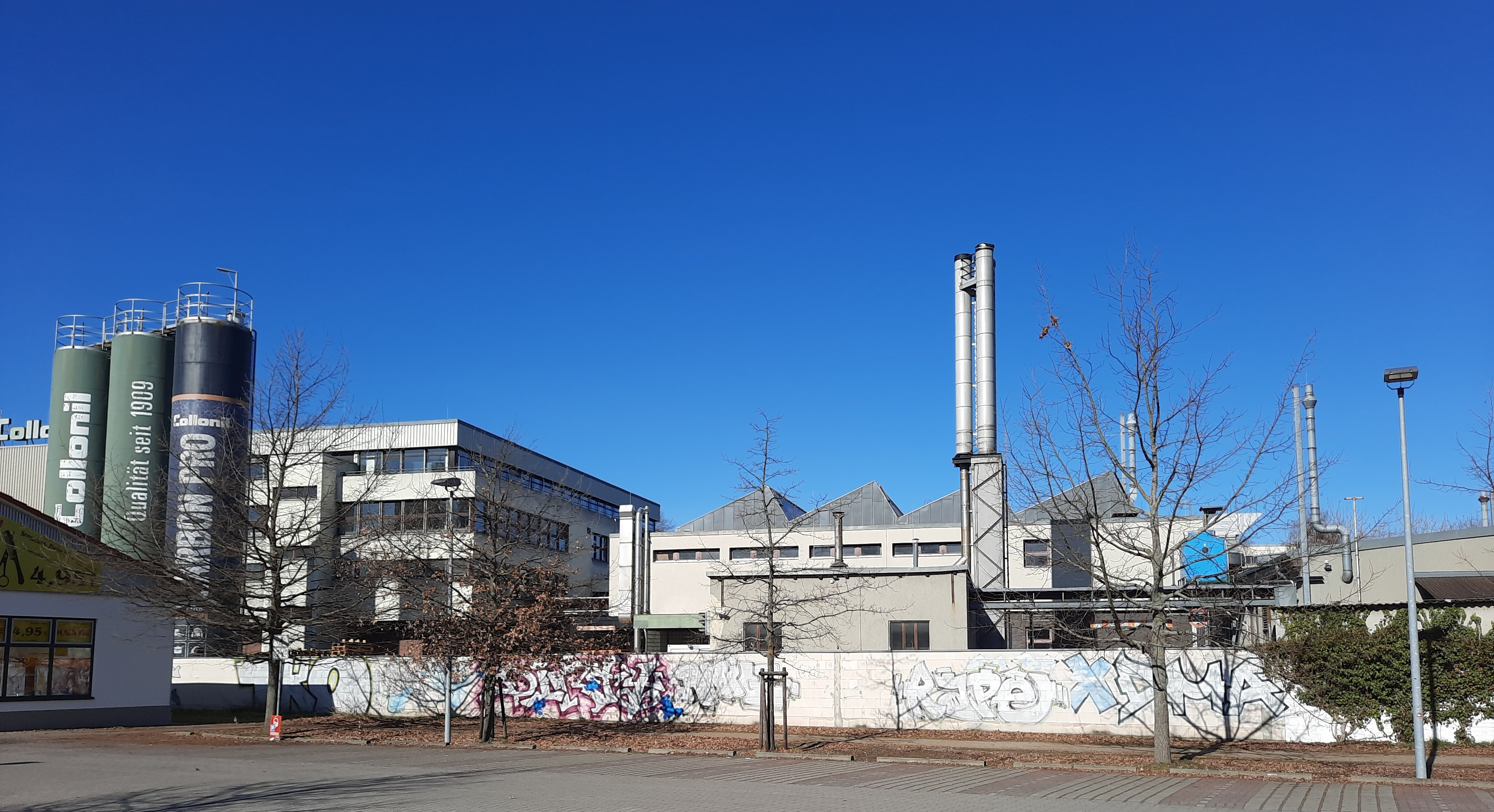
Collonil-Fabrik in Berlin-Wittenau

- 1965–1980: Erweiterungen des Collonil-Fabrikgebäudes in Berlin-Wittenau, Hermsdorfer Straße[20]

## Planerische Arbeit
- Bearbeitung der Planung des Ernst-Reuter-Platzes, 1960 gestaltet er dessen Mittelinsel.
- 1966: Planung der Großsiedlung Märkisches Viertel in Berlin-Wittenau (mit Georg Heinrichs und Hans-Christian Müller)
- Projekt Kulturband entlang der Spree nach Vorarbeiten von Hans Scharoun
- Umgestaltung der Borsig-Siedlung in Berlin-Heiligensee
- ab 1968: Rahmenplanung für den Mehringplatz in Berlin-Kreuzberg
- 1969–1974: Rahmenplanung für das Neue Kreuzberger Zentrum (NKZ) am Kottbusser Tor[2]

## Ehrungen
- 1960: Deutscher Kritikerpreis für den Bereich Bildende Kunst
- 1964: Berliner Kunstpreis
- 1969: Ehrenmitgliedschaft im American Institute of Architects
- 1982: BDA-Preis für den Anbau der Kunsthalle Bremen

In Berlin-Kreuzberg erinnert der Werner-Düttmann-Platz an Düttmann und sein Wirken.
Seine Grabstelle befindet sich auf dem Friedhof Heerstraße in Berlin-Charlottenburg. Das Brücke-Museum zeigte anlässlich seines 100. Geburtstags die Ausstellung "Berlin. Bau. Werk ".